# 哈萨克斯坦地理
哈萨克斯坦共和国是一个位于亚欧大陆中部的内陆国家，北邻俄罗斯，南与乌兹别克斯坦、土库曼斯坦、吉尔吉斯斯坦接壤，西濒里海，东接中国。幅员面积272.49万平方公里，是世界上最大的内陆国，其面积几乎为其他四个中亚国家加起来的两倍之多。
哈萨克斯坦处于平原向山地的过渡地带，荒漠和半荒漠占国土面积一半以上。最北部是平原，中部为哈萨克丘陵，东部和东南部为阿尔泰山和天山。其中位于东南部哈、中、吉三国交界处的汗腾格里峰海拔7010米（一说6995米），为哈萨克斯坦最高点。西部是图兰低地和里海沿岸低地，卡拉吉耶洼地低于海平面132米，为哈萨克斯坦最低点。
全境大部分属内流流域，主要河流有锡尔河、乌拉尔河、伊希姆河、恩巴河和伊犁河等，大部分注入内陆湖泊。湖泊众多，其中有里海和咸海的一部分及巴尔喀什湖、斋桑泊等，
哈萨克斯坦属于温带大陆性气候，夏季炎热干燥，冬季寒冷少雪。

## 地形
哈萨克斯坦的最高点是位于哈萨克斯坦、吉尔吉斯斯坦及中国三国交界处的汗腾格里峰，也是天山山脉的高峰，海拔7010米（一说6995米）；而其最低点为里海沿岸曼格斯套州的卡拉吉耶洼地，低于海平面132米。多数村庄坐落在海平面以上200至300米之间，但在其里海沿岸却有着世界上海拔最低的几个丘陵。

## 气候
哈萨克斯坦的夏季平均气温高于30°C，而冬季平均气温为-12°C。

## 环境问题
作为缺水国家，哈萨克斯坦的水源却被破坏的非常厉害，其中污染最严重的地区有乌拉尔河、额尔齐斯河、努拉河及其流域，还有巴尔喀什湖及其周边地区。另外，土地沙漠化、空气污染等问题亦日益严重。